# Emil Victor Langlet

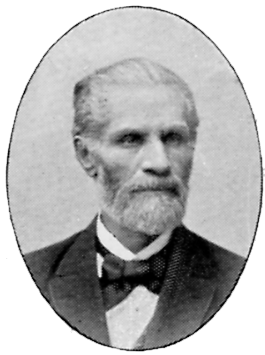
Emil Victor Langlet

Emil Victor Langlet (* 28. Februar 1824 in Borås, Schweden; † 10. März 1898 in Spetebyhall in Södermanland) war ein schwedischer Architekt.

## Leben
Emil Langlet stammte aus einer ursprünglich französischen Hugenotten-Familie, die nach Schweden immigrierte zu Zeiten Königs Karl X. Gustav.
Nach seiner Schulausbildung studierte Langlet an der Technischen Hochschule Chalmers in Göteborg und an der Kungliga Konsthögskolan in Stockholm sowie an der École des beaux-arts in Paris. Anschließend absolvierte er von 1853 bis 1856 eine Studienreise in Italien. Gegen Ende seiner italienischen Studienreise um 1855 arbeitete er an einem Entwurf für den Architekturwettbewerb zum Neubau des norwegischen Parlamentsgebäudes (Storting) in Christiania und bereitete diesen entsprechend vor.
Zu der Abgabe seines Entwurfes zu den Architekturwettbewerb zum Termin 1885 für das Parlamentsgebäude verspätete er sich jedoch und machte sich keine Hoffnung auf eine Chance. Langlet setzte zunächst seine Studienreise weiter in Italien fort und arbeitete nach seiner Rückkehr inzwischen an neuen Projekten in Schweden-Norwegen. 1857 verkündete die Kommission als Resultat, dass der gemeinsame Entwurf der beiden Konkurrenten und deutschstämmigen Architekten Heinrich E. Schirmer und Wilhelm von Hanno gewonnen hat. Langlets Entwurf zum Stortinggebäude erregte jedoch eine große Aufmerksamkeit und fand viele einflussreiche Unterstützer, die diesen vorzugsweise lieber bauen lassen wollten. Nach einer langen Auseinandersetzung im norwegischen Parlament, verkündete man schließlich 1860, dass nicht der Sieger-Entwurf vom Wettbewerb des Architekten-Duo Heinrich E. Schirmer und Wilhelm von Hanno, gebaut werde, sondern Langlets seiner.
Nach dem Zuschlag lebte und arbeitete Langlet mehrere Jahre zu einem großen Teil in Norwegen als Architekt. Das bekannteste Bauwerk, was er Architekt plante, blieb das Storting-Gebäude des norwegischen Parlaments, das erst 1866 fertiggestellt wurde. In dieser Zeit arbeitete Langlet als Architekt und plante er unter anderem die Schulgebäude der Nissens Pikeskole, das heutige Buchhandelshaus  (Bokhandelens hus) in der Øvre Vollgate in Oslo, das Børsbygningen, das Drammens Teater in Drammen, und das Rathaus in Fredrikstad.
Nach der Fertigstellung des Stortings kehrte er nach Schweden zurück und war als Herausgeber und Redakteur Zeitschrift Tidskrift för byggnadskonst och ingeniörvetenskap tätig. Vor allem wurde in dieser Zeit als Kirchenarchitekt zur Kenntnis genommen und war an der Planung und Bau bei ca. zwölf Kirchen in Schweden beteiligt. Als Architekt arbeitete er auch ab 1866 für die staatliche Behörde für öffentliche Bauten (Överintendentsämbetet) in Stockholm. Außerdem fungierte er zugleich auch als Hochschullehrer an der Königlichen Technischen Hochschule und an der Kunstakademie in Stockholm.
1879 veröffentlichte das Werk und Leitschrift Schwedische protestantische Kirchen nach Centralsystem (Protestantiska kyrkobyggnader enligt centralsystemet). In den Jahren zwischen 1884 und 1886 war Emil Viktor Langlet als Architekt beauftragt, die Erneuerung des Außenmauerwerks der Stadtbefestigung in Visby zu planen und leiten. Von 1886 zu 1893 war als Bauleiter bei der Restaurierung der Domkirche in Uppsala tätig.
Langlet lebte seit dem Ende der 1870er Jahre bis zu seinem Tod in seiner Villa in Spetebyhall, die er sich im französischen Neorenaissance-Stil nach seinen Entwürfen gebaut hatte. 1864 heiratete er die Schriftstellerin Mathilda Söderén. Ihre gemeinsamen Kinder waren der Ingenieur und Autor Filip Langlet, der Chemiker Abraham Langlet, der Künstler Alexander Langlet sowie der Journalist und Schriftsteller Valdemar Langlet.

## Bauwerke in Norwegen und Schweden (Auswahl)
- 1860: Buchhandelhaus (Bokhandelens hus), früher das Schulgebäude der Nissens Pikeskole, Oslo
- 1861: Gefängnis Fredrikstad, später Rathaus Fredrikstad
- 1863: Krankenhaus und Hopital, Fredrikstad
- 1866: Stortingsgebäude in Oslo
- 1867: Drammen Börse
- 1869: Drammens Theater
- 1879: Borgerskapets änkehus in Stockholm
- 1880: Caroli kyrka in Malmö
- 1880: Beatebergs kyrka in Västergötland
- 1881: Kungsäters kyrka in Västergötland
- 1882: Gällivare nya kyrka in Lappland
- 1882: Snöstorps kyrka in Halland
- 1882: Pauli kyrka in Malmö
- 1883: Håle-Tängs kyrka in Västergötland
- 1883: Sävare kyrka in Västergötland
- 1886: Erska kyrka in Västergötland
- 1888: Silleruds kyrka in Värmland
- 1889: Tranemo kyrka in Västergötland
- 1893: Örsjö kyrka in Småland

### Galerie zu Emil Victor Langlet Bauwerken

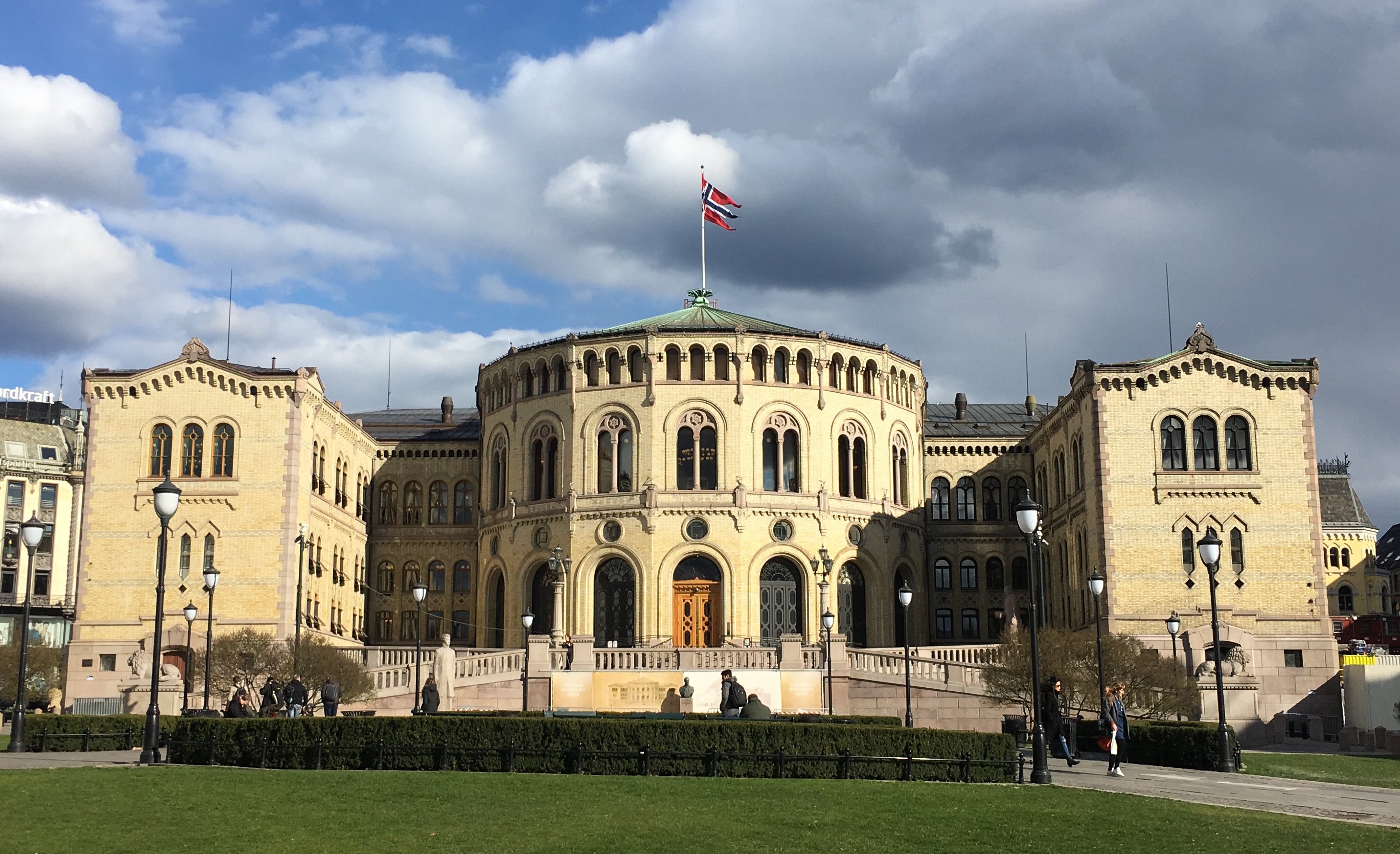
Stortingsgebäude in Oslo, fertiggestellt 1866
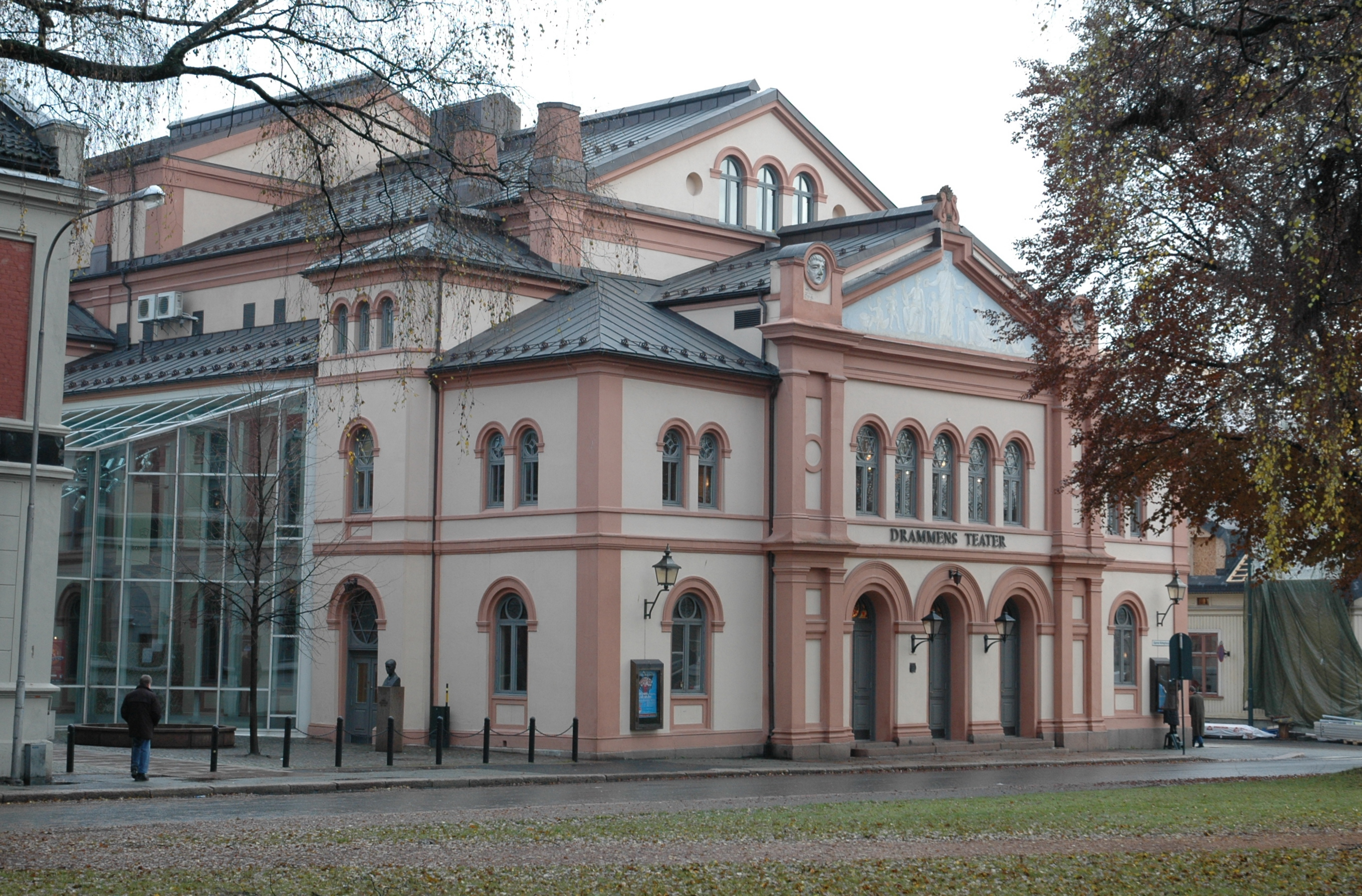
Drammen-Theater (Drammens teater)
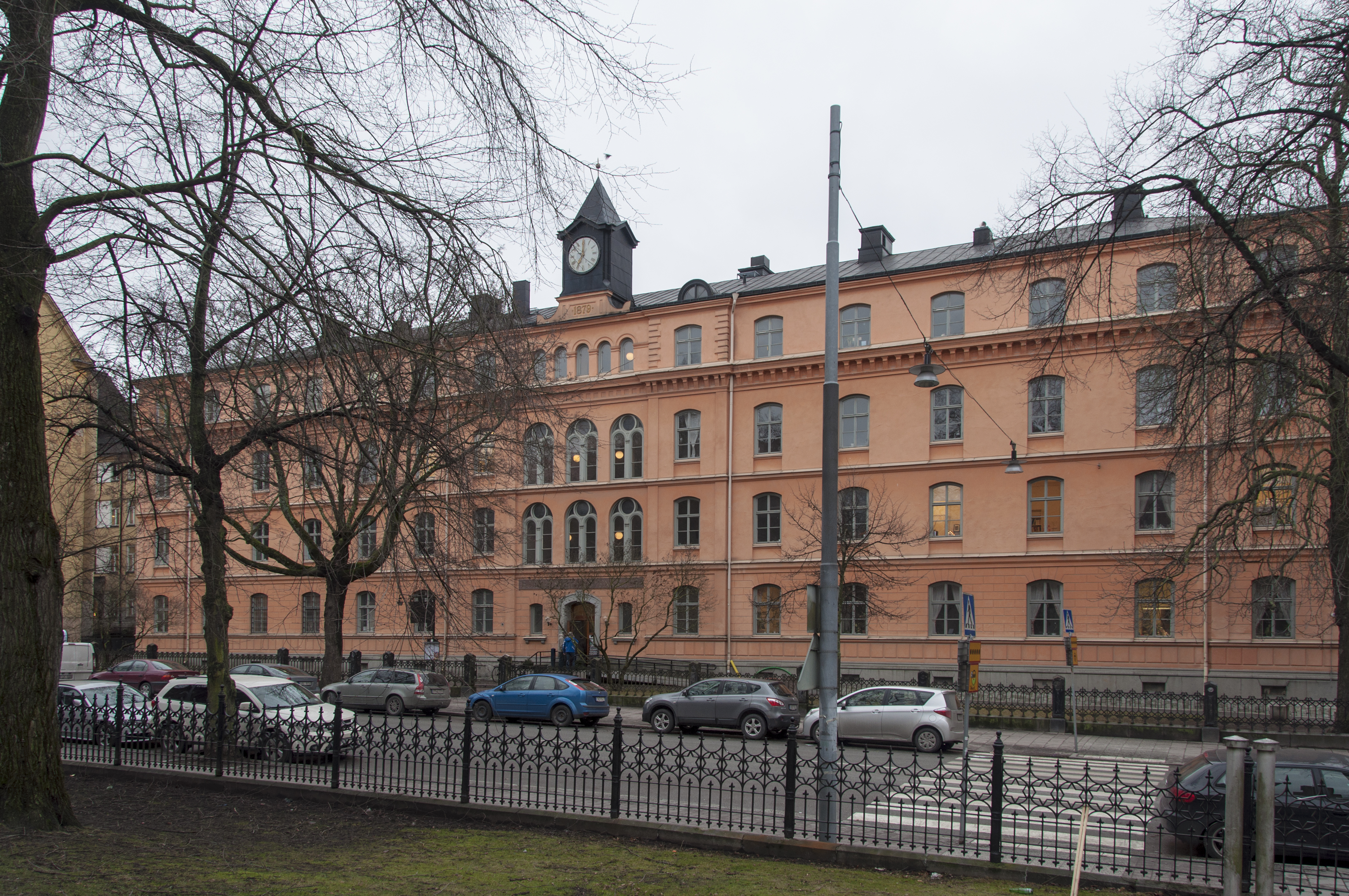
Bürgerschaftshaus (Borgerskapets änkehus) in Stockholm
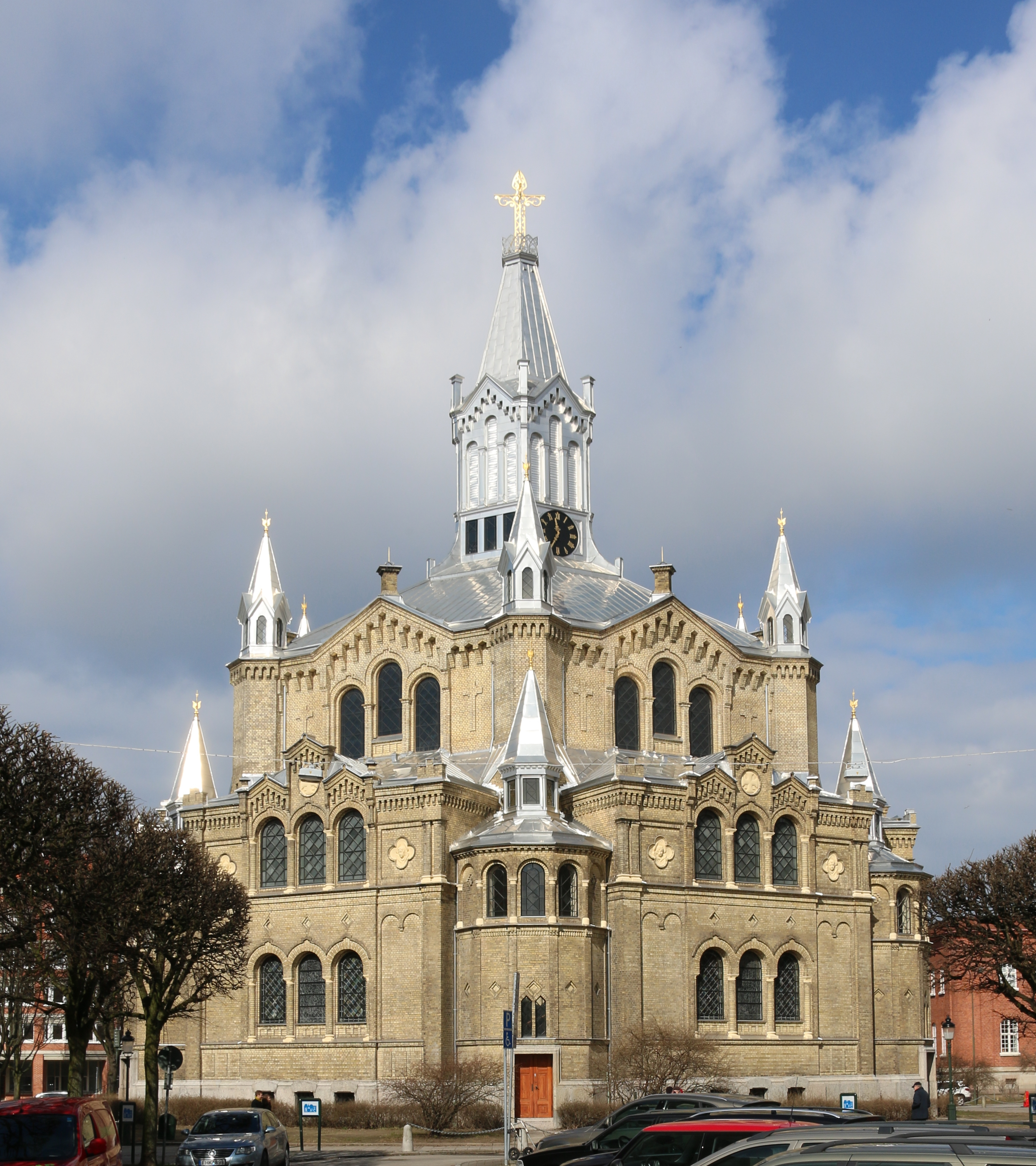
Sankt-Pauli-Kirche (Sankt Pauli kyrka) in Malmö
Caroli-Kirche (Caroli kyrka) in Malmö
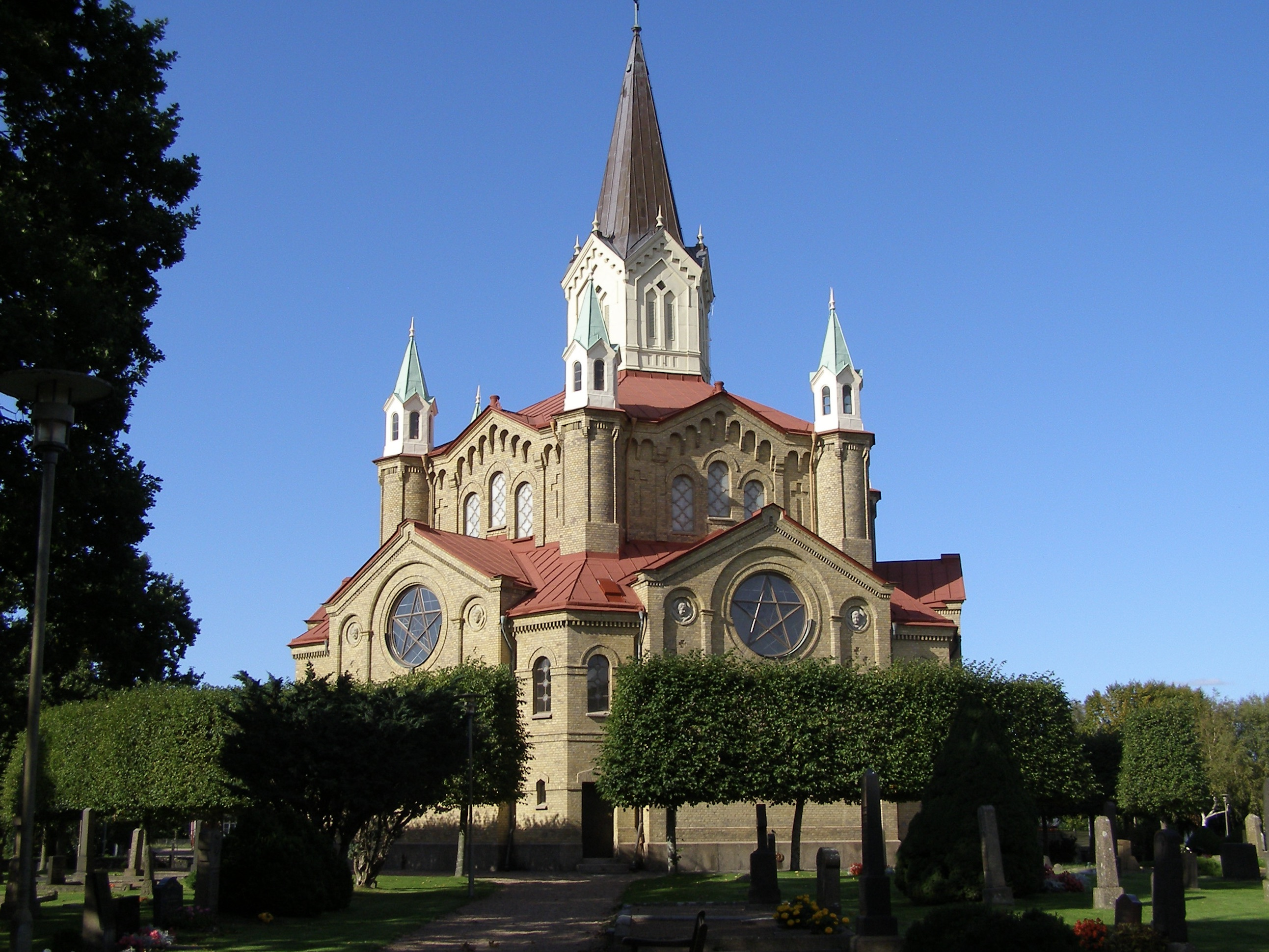
Snöstorps-Kirche (Snöstorps kyrka) in der Kommune Halmstad
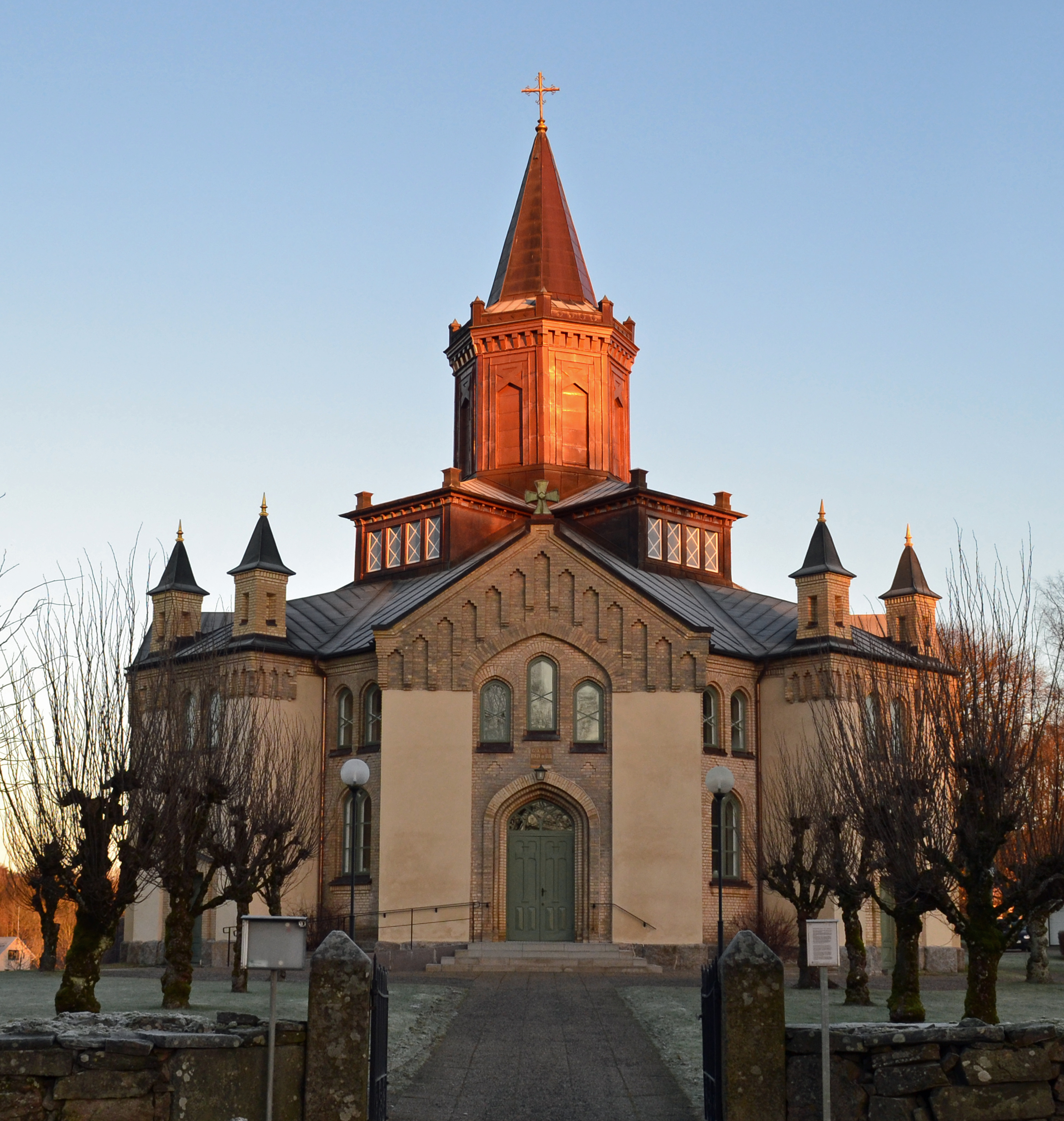
Kungsäters-Kirche (Kungsäters kyrka) in der Kommune Varberg
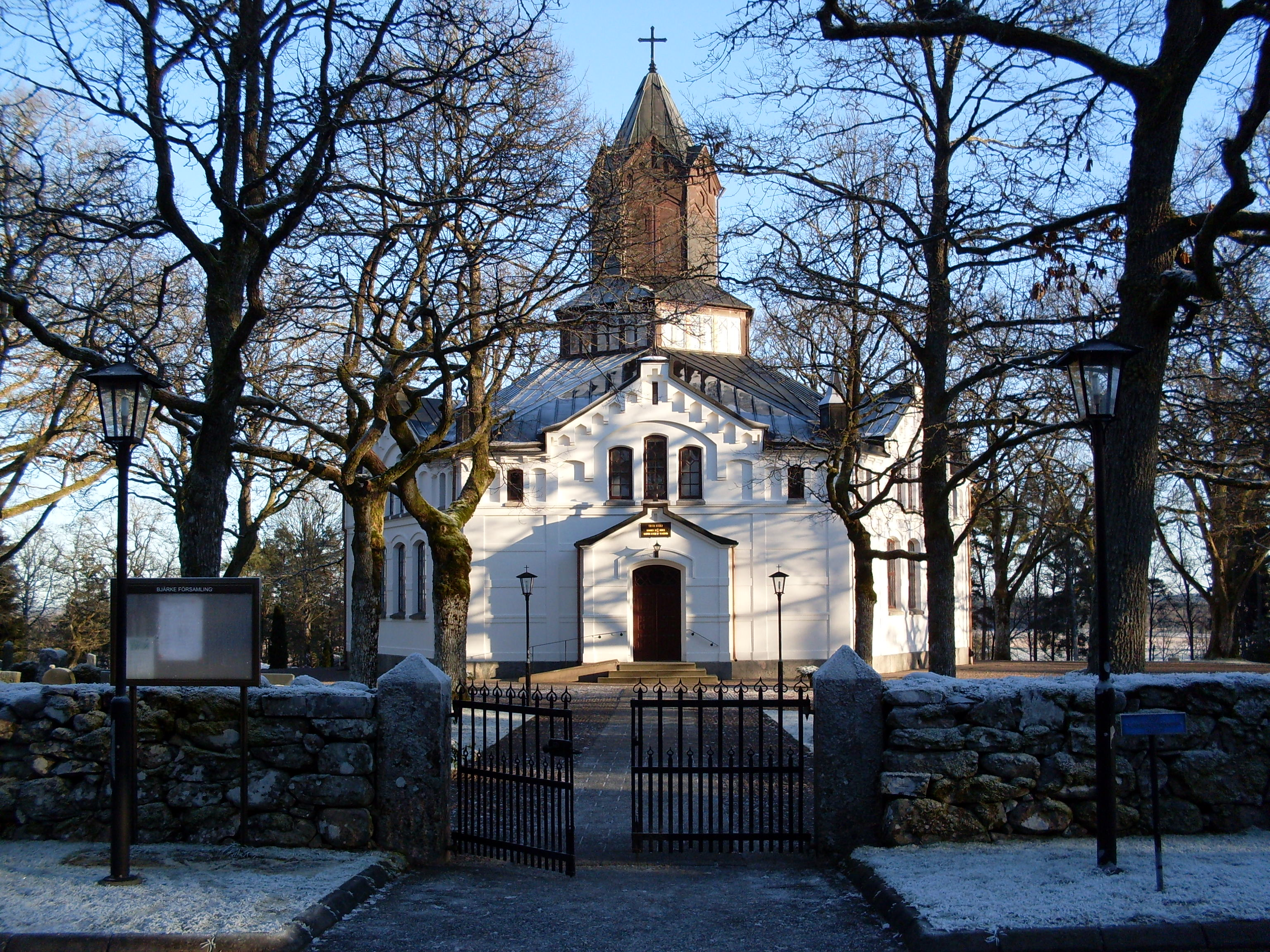
Erska-Kirche (Erska kyrka)
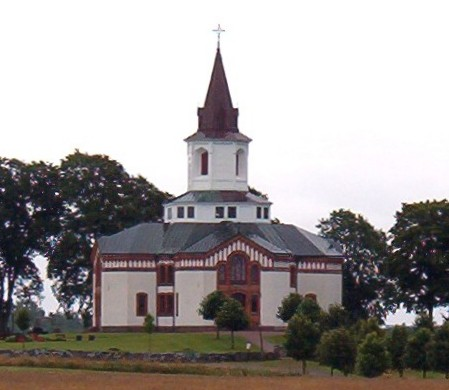
Håle-Tängs-Kirche (Håle-Tängs kyrka) in der Kommune Grästorp
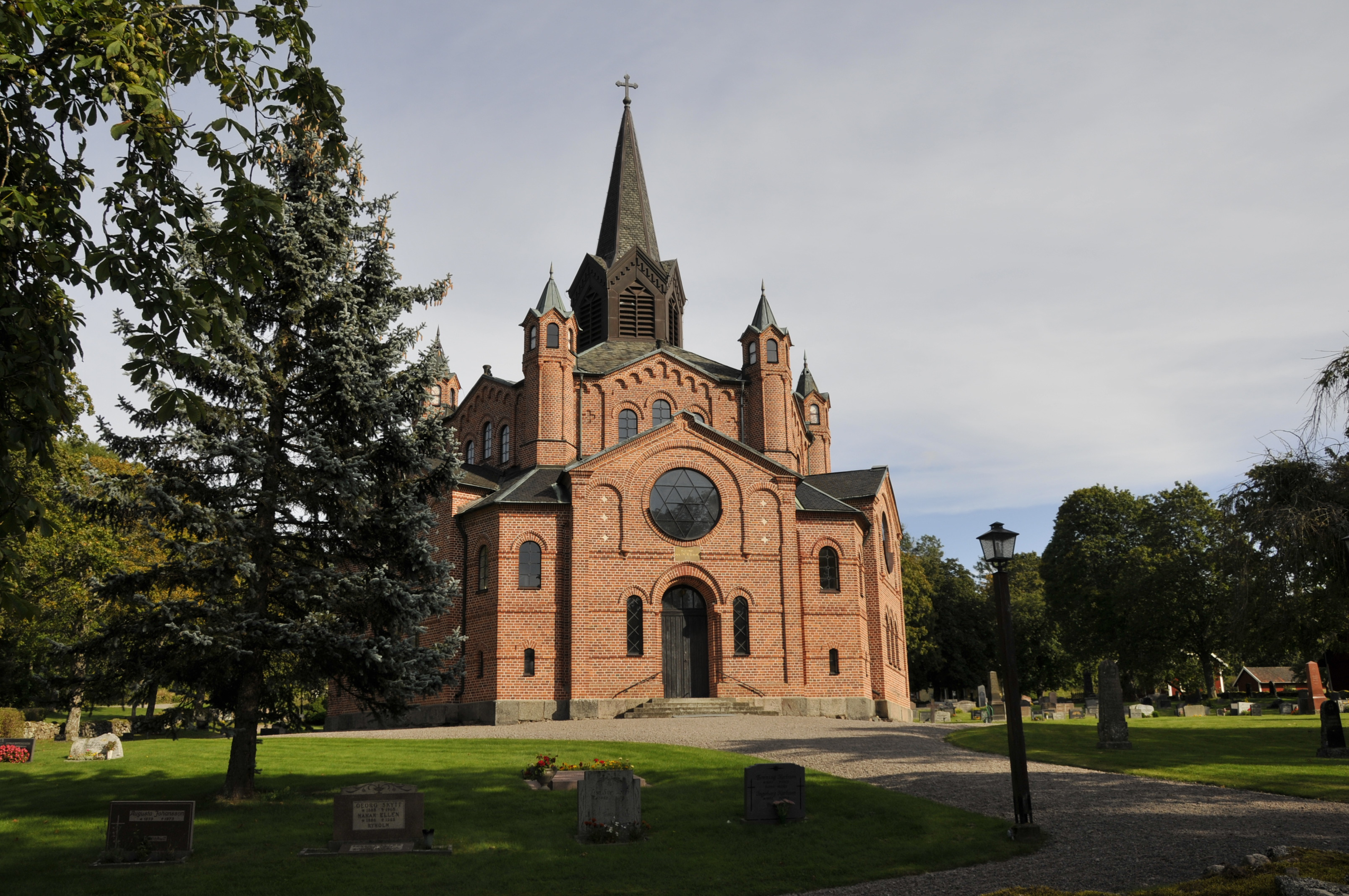
Beateberg Kirche (Beatebergs kyrka) in der Kommune Töreboda
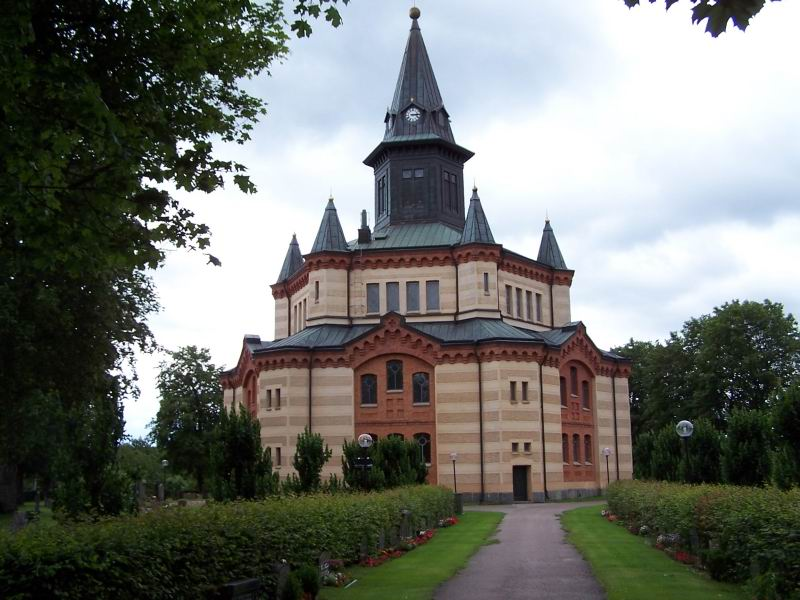
Örsjö Kirche (Örsjö kyrka) in Småland